# Fresne-Saint-Mamès
Fresne-Saint-Mamès est une commune française située dans le département de la Haute-Saône, la région culturelle et historique de Franche-Comté et la région administrative Bourgogne-Franche-Comté.

## Géographie

### Description

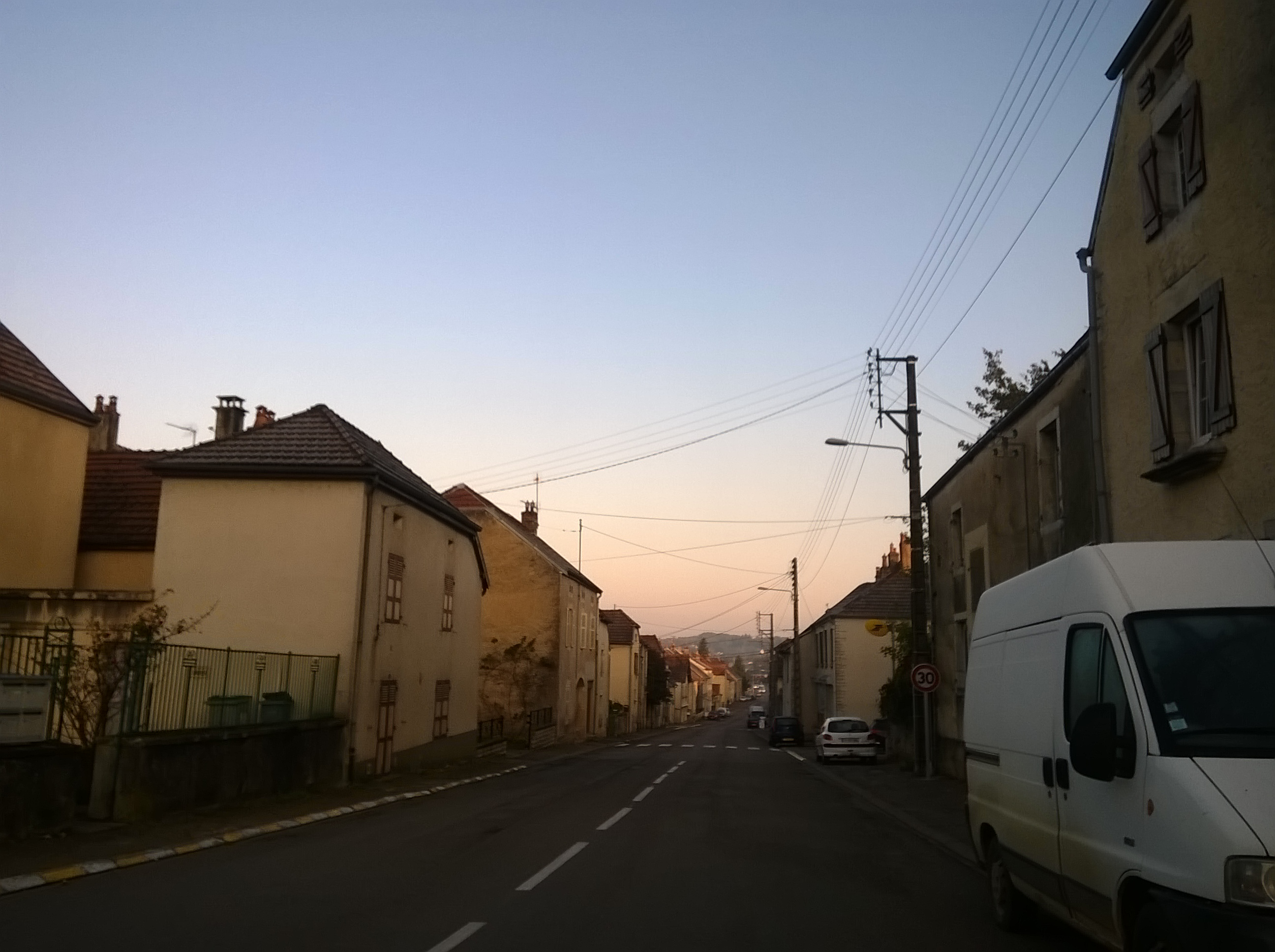
Une rue de la commune.

Le village est bordé au sud-ouest par la Romaine qui va rejoindre la Saône à Vellexon-Queutrey-et-Vaudey.

### Communes limitrophes
|                             | Soing-Cubry-Charentenay |                    |
| Vellexon-Queutrey-et-Vaudey | Fresne-Saint-Mamès      | La Romaine (Vezet) |
| Saint-Gand                  | La Romaine (Greucourt)  |                    |

### Climat
Pour des articles plus généraux, voir Climat de la Bourgogne-Franche-Comté et Climat de la Haute-Saône.
En 2010, le climat de la commune est de type climat des marges montargnardes, selon une étude du Centre national de la recherche scientifique s'appuyant sur une série de données couvrant la période 1971-2000. En 2020, Météo-France publie une typologie des climats de la France métropolitaine dans laquelle la commune est exposée à un climat semi-continental et est dans la région climatique  Lorraine, plateau de Langres, Morvan, caractérisée par un hiver rude (1,5 °C), des vents modérés et des brouillards fréquents en automne et hiver. 
Pour la période 1971-2000, la température annuelle moyenne est de 10,4 °C, avec une amplitude thermique annuelle de 17,6 °C. Le cumul annuel moyen de précipitations est de 964 mm, avec 13 jours de précipitations en janvier et 9,2 jours en juillet. Pour la période 1991-2020, la température moyenne annuelle observée sur la station météorologique de Météo-France la plus proche, « Bucey-lès-Gy », sur la commune de Bucey-lès-Gy à 14 km à vol d'oiseau, est de 11,6 °C et le cumul annuel moyen de précipitations est de 1 032,6 mm. 
La température maximale relevée sur cette station est de 41,5 °C, atteinte le 8 août 2003 ; la température minimale est de −23 °C, atteinte le 2 janvier 1971,,. 
Les paramètres climatiques de la commune ont été estimés pour le milieu du siècle (2041-2070) selon différents scénarios d'émission de gaz à effet de serre à partir des nouvelles projections climatiques de référence DRIAS-2020. Ils sont consultables sur un site dédié publié par Météo-France en novembre 2022.

## Urbanisme

### Typologie
Au 1er janvier 2024, Fresne-Saint-Mamès est catégorisée commune rurale à habitat dispersé, selon la nouvelle grille communale de densité à sept niveaux définie par l'Insee en 2022.
Elle est située hors unité urbaine. Par ailleurs la commune fait partie de l'aire d'attraction de Vesoul, dont elle est une commune de la couronne,. Cette aire, qui regroupe 158 communes, est catégorisée dans les aires de 50 000 à moins de 200 000 habitants,.

### Occupation des sols
L'occupation des sols de la commune, telle qu'elle ressort de la base de données européenne d’occupation biophysique des sols Corine Land Cover (CLC), est marquée par l'importance des territoires agricoles (90,7 % en 2018), en augmentation par rapport à 1990 (87,8 %). La répartition détaillée en 2018 est la suivante : 
terres arables (61,1 %), zones agricoles hétérogènes (16,4 %), prairies (13,2 %), forêts (6 %), zones urbanisées (3,3 %), milieux à végétation arbustive et/ou herbacée (0,1 %). L'évolution de l’occupation des sols de la commune et de ses infrastructures peut être observée sur les différentes représentations cartographiques du territoire : la carte de Cassini (XVIIIe siècle), la carte d'état-major (1820-1866) et les cartes ou photos aériennes de l'IGN pour la période actuelle (1950 à aujourd'hui).

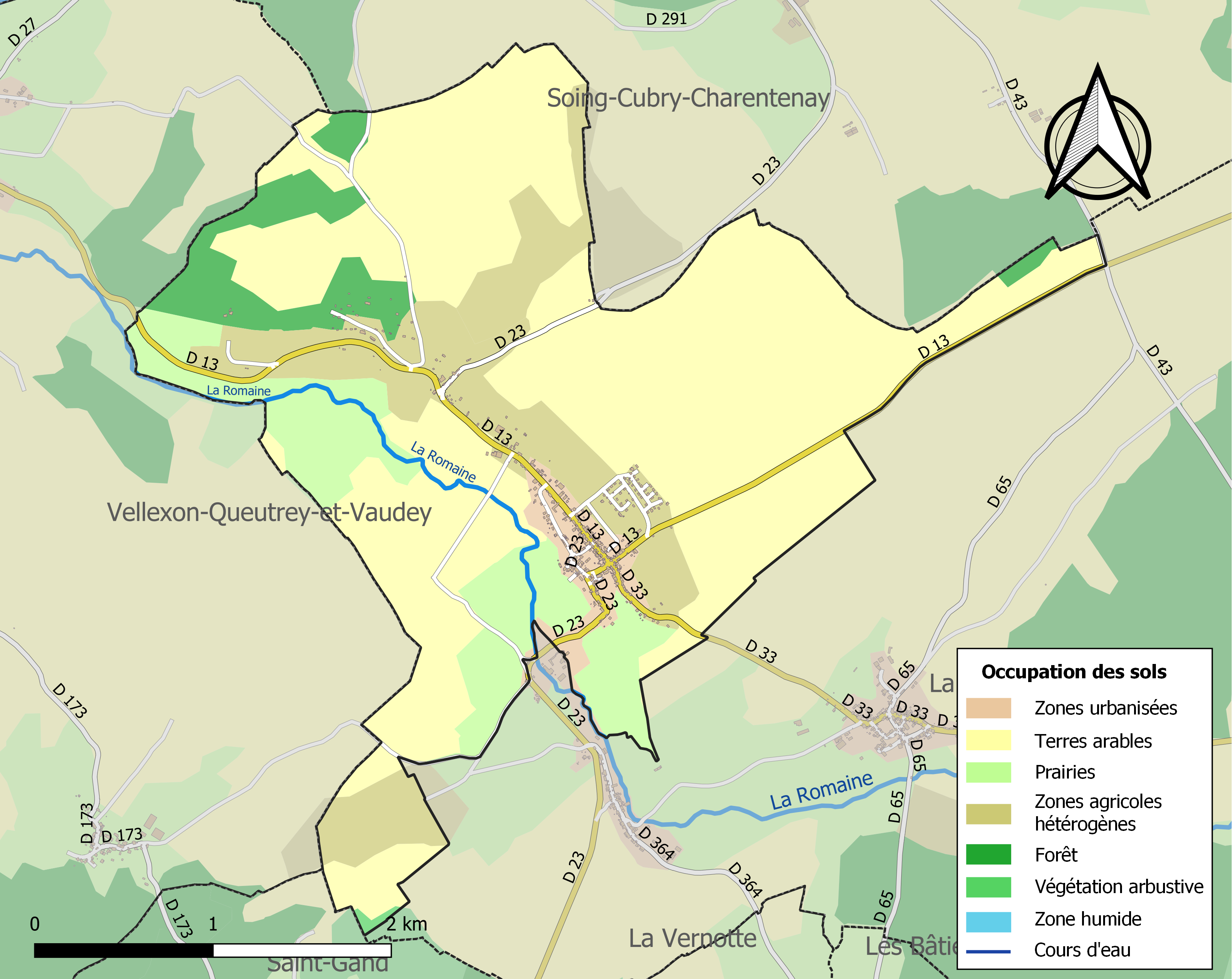
Carte des infrastructures et de l'occupation des sols de la commune en 2018 (CLC).

## Toponymie
Du latin fraxinus signifiant Frêne. Pluriel de l'ancien français fresnes, représentant la fixation de l'oïl (ancien français) fraisne « frêne », devenu fresne par la suite et enfin frêne en français moderne et fait référence à l'arbre.

## Histoire
Fresne-Saint-Mamès constitue une enclave du duché de Bourgogne du XIVe siècle jusqu'à la Révolution française.
Deux châteaux s'élevaient aux abords du village. La partie la plus ancienne de l'église Saint-Léger (le chœur et le transept) remonte aux XIIe et XIIIe siècles. Le clocher est édifié en 1736 puis rehaussé en 1856. Le plan de l'édifice est repris en 1868 avec la suppression de deux chapelles et l'ajout de deux collatéraux à une nouvelle nef plus grande.
Dans la partie basse du village vivent des familles nobles, tout au long du XVIIe siècle.
La fontaine lavoir (servant aussi d'abreuvoir) date du XIXe siècle.

## Politique et administration

### Rattachements administratifs et électoraux
La commune fait partie de l'arrondissement de Vesoul du département de la Haute-Saône, en région Bourgogne-Franche-Comté. Pour l'élection des députés, elle dépend de la première circonscription de la Haute-Saône.
Elle était depuis 1793 le chef-lieu du Canton de Fresne-Saint-Mamès. Dans le cadre du redécoupage cantonal de 2014 en France, la commune est désormais rattachée au canton de Scey-sur-Saône-et-Saint-Albin.

### Intercommunalité
Fresne-Saint-Mamès est membre de la communauté de communes des Monts de Gy, un établissement public de coopération intercommunale (EPCI) à fiscalité propre créé fin 1999 et auquel la commune a transféré un certain nombre de ses compétences, dans les conditions déterminées par le code général des collectivités territoriales.

### Liste des maires

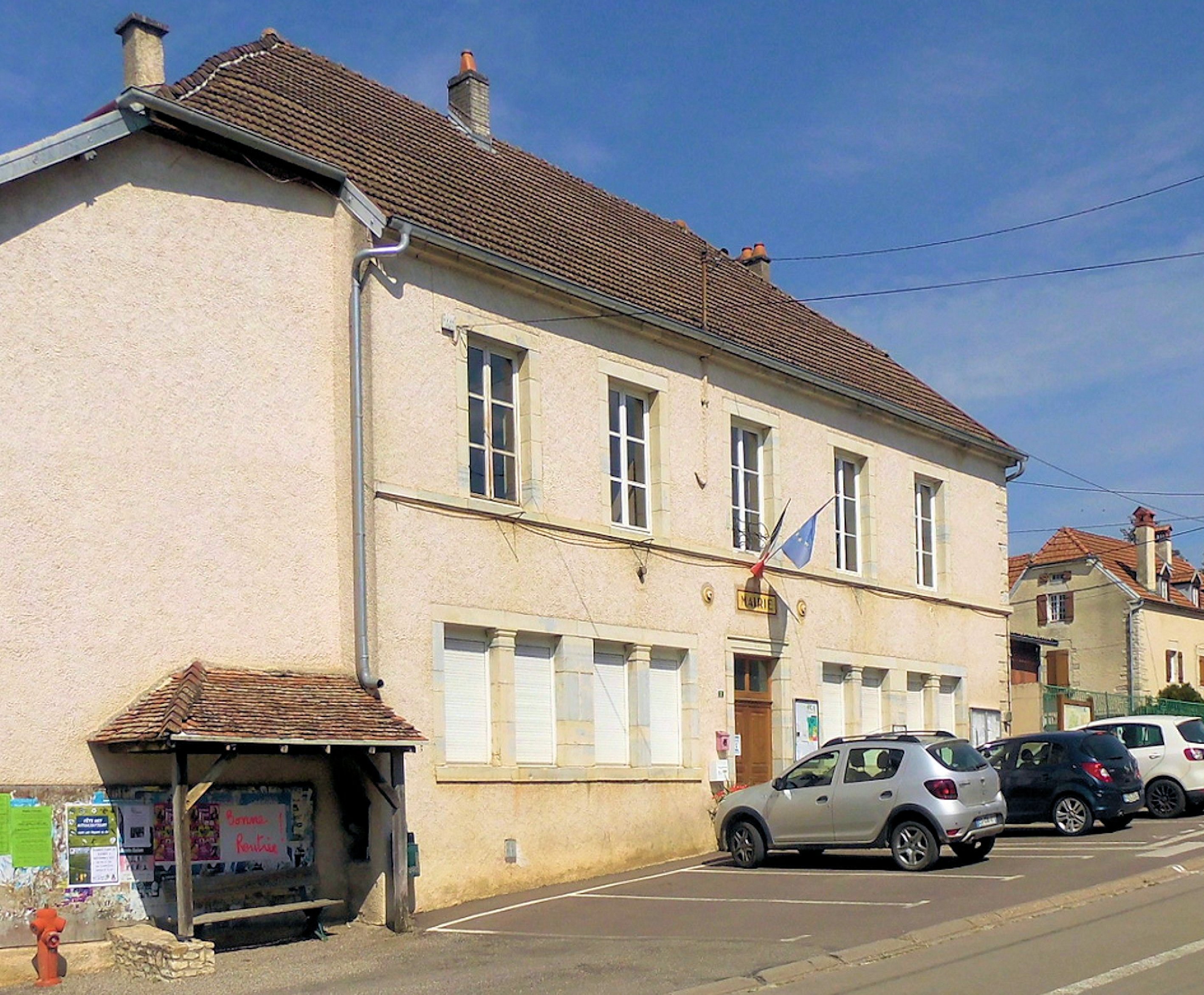
La mairie.

| Période                                  | Période                       | Identité            | Étiquette | Qualité |
| ---------------------------------------- | ----------------------------- | ------------------- | --------- | --- |
| Les données manquantes sont à compléter. |                               |                     |           | |
| avant 1981                               |                               | André Richebois     |           | |
| Les données manquantes sont à compléter. |                               |                     |           | |
| mars 2001                                | En cours (au 15 juillet 2020) | Jean-Pierre Chausse | DVG       | Exploitant forestier scieur Conseiller général de Fresne-Saint-Mamès (2011 → 2015) Vice-président de la CC des Monts de Gy (2020 → ) Réélu pour le mandat 2020-2026, |

## Démographie
L'évolution du nombre d'habitants est connue à travers les recensements de la population effectués dans la commune depuis 1793. Pour les communes de moins de 10 000 habitants, une enquête de recensement portant sur toute la population est réalisée tous les cinq ans, les populations de référence des années intermédiaires étant quant à elles estimées par interpolation ou extrapolation. Pour la commune, le premier recensement exhaustif entrant dans le cadre du nouveau dispositif a été réalisé en 2006.

En 2022, la commune comptait 491 habitants, en évolution de −3,54 % par rapport à 2016 (Haute-Saône : −1,4 %, France hors Mayotte : +2,11 %).
| 1793 | 1800 | 1806 | 1821 | 1831 | 1836 | 1841 | 1846 | 1851 |
| ---- | ---- | ---- | ---- | ---- | ---- | ---- | ---- | ---- |
| 537  | 558  | 600  | 647  | 619  | 613  | 640  | 622  | 636  |

| 1856 | 1861 | 1866 | 1872 | 1876 | 1881 | 1886 | 1891 | 1896 |
| ---- | ---- | ---- | ---- | ---- | ---- | ---- | ---- | ---- |
| 520  | 541  | 518  | 506  | 557  | 524  | 544  | 553  | 532  |

| 1901 | 1906 | 1911 | 1921 | 1926 | 1931 | 1936 | 1946 | 1954 |
| ---- | ---- | ---- | ---- | ---- | ---- | ---- | ---- | ---- |
| 512  | 520  | 485  | 449  | 425  | 437  | 431  | 461  | 437  |

| 1962 | 1968 | 1975 | 1982 | 1990 | 1999 | 2006 | 2011 | 2016 |
| ---- | ---- | ---- | ---- | ---- | ---- | ---- | ---- | ---- |
| 450  | 482  | 457  | 470  | 475  | 507  | 487  | 513  | 509  |

| 2021 | 2022 | - | - | - | - | - | - | - |
| ---- | ---- | - | - | - | - | - | - | - |
| 493  | 491  | - | - | - | - | - | - | - |

## Culture locale et patrimoine

### Lieux et monuments

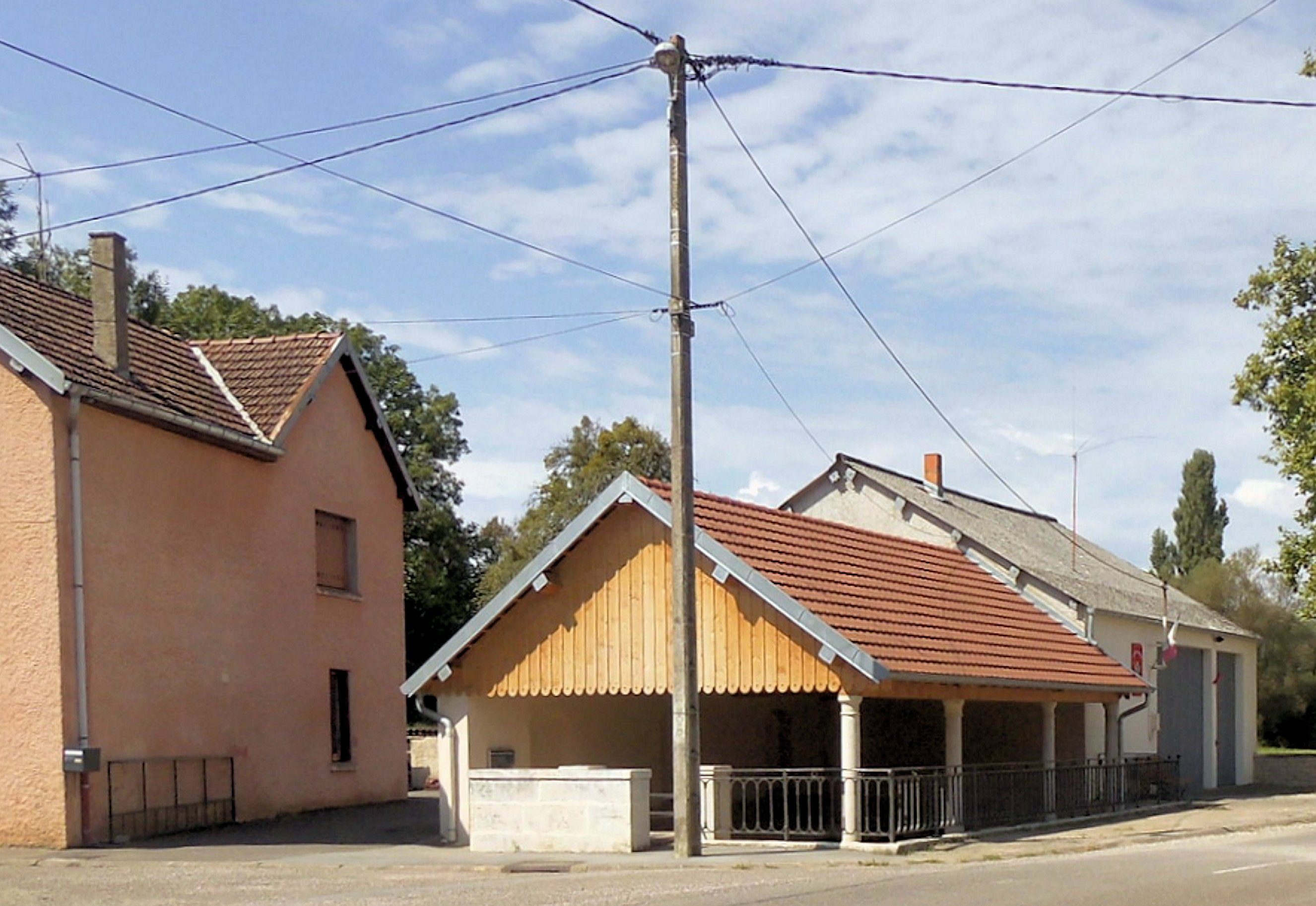
La fontaine-lavoir.

- Le château de la Fontaine, détruit à la fin du XVe siècle après les guerres de Louis XII et de Charles le Téméraire, se situait dans le bas du village près de l'actuel lavoir.
- Château de la Motte, situé dans le Pré au Sire, dans une boucle de la Romaine.
- Église Saint-Léger

L'édifice est inscrit au titre des monuments historiques en 2006.
- Fontaine-lavoir

### Personnalités liées à la commune
- Émile Schuffenecker, peintre postimpressionniste (1851-1934), ami de Gauguin.

### Héraldique
| Armes de Fresne-Saint-Mamès | Les armes de Fresne-Saint-Mamès se blasonnent ainsi : « D'or à une fasce de sinople frettée d'argent accompagnée de trois tourteaux de gueules ». |